# Abbaye de Maubec
Pour les articles homonymes, voir Notre-Dame-de-Bon-Secours et Maubec.
L'abbaye de Maubec est une ancienne abbaye, située sur la commune de Montélimar, dans le département de la Drôme. Elle abritait une communauté de moniales trappistines française entre 1834 et 1991.

## Histoire

### La Révolution française et l'exil
L'histoire des origines de l'abbaye est liée à la Révolution française. En 1790, l'Assemblée constituante prohibe les vœux religieux ; pressentant les persécutions à venir, Augustin de Lestrange fonde deux monastères en Suisse, un d'hommes (La Valsainte dans le canton de Fribourg), puis un de femmes (à Sembrancher dans le canton du Valais). Mais l'invasion de la Suisse par la France en 1797-1798 oblige les religieux à fuir plus loin, jusqu'en Russie et en Prusse. À la Restauration, les religieux reviennent en France ; la plupart des maisons ayant été vendues et même souvent détruites, chaque groupe retournant au pays s'installe dans une nouvelle fondation.

### Vaise
Le dernier groupe féminin à entrer en France s'installe à Vaise, dans l'actuel 9e arrondissement de Lyon, et y fonde l'abbaye Notre-Dame de la Consolation, sous la direction de Catherine Olivier. Mais l'ambiance urbaine convient mal aux moniales, et surtout la révolte des canuts les a inquiétées ; elles choisissent la périphérie de Montélimar pour s'établir à l'abbaye de Maubec en 1834. C'est alors que l'abbaye change de nom, abandonnant « Notre Dame de toute Consolation » pour « Notre Dame de Bon Secours ». Le choix de Maubec pour l'implantation de la nouvelle abbaye n'est pas fait au hasard : les sœurs veulent bénéficier de la présence proche de l'abbaye Notre-Dame d'Aiguebelle.

### L'établissement à Maubec
Le vaste domaine (cent hectares) permet aux sœurs de développer l'élevage, ainsi que d'aménager les espaces proprement monastiques à leur convenance et suivant les règles en vigueur chez les cisterciens de la stricte observance. L'observance de la règle est d'ailleurs particulièrement rigoureuse à Maubec, malgré les recommandations du Saint-Siège alerté par la visite d'un délégué apostolique.
Malgré, ou à cause de cette vie rigoureuse, cette fondation est particulière dynamique ; les recrues affluent, et même de façon très importante, au point de surprendre la plupart des observateurs : l'abbaye compte 105 sœurs en 1847 et 153 en 1860, malgré un départ de sœurs vers une nouvelle fondation. Pour la seule année 1859, 41 demandes de postulation sont effectuées. En revanche, si la prospérité spirituelle est impressionnante, la prospérité matérielle fait défaut et les finances de l'abbaye sont au plus bas : à titre d’exemple, la prieure Marie Alexandrine estime les charges de l'année 1878 à 19 000 francs. Dès les années 1840, les supérieures de l'ordre trappiste sont embarrassés de la pauvreté de la communauté monastique, qu'ils jugent excessive, et de plus en plus à mesure que les vocations affluent en nombre ; en 1860, dom Timothée, supérieur de la congrégation, estime qu'une pauvreté trop radicale devient une entrave à la vie régulière (« Nous désirons au contraire qu'on donne autant que possible tout ce qu'accorde la Règle, afin de sauver la Règle ») ; il recommande le renforcement d'une activité économique générant des profits.

### Le rayonnement de l'abbaye
Les bâtiments se révélant par conséquent trop exigus pour une telle communauté, et les terres ne permettant pas de faire vivre cette dernière, plusieurs abbayes-filles sont fondées : abbaye Sainte-Marie du Rivet dans la Gironde en 1852, abbaye de Bonneval en Aveyron en 1875, abbaye de Lanouvelle dans le Gard de 1879 à 1886, abbaye de Saint-Vinebault en Champagne de 1894 à 1897, abbaye de Mathon de 1912 à 1920, abbaye de Chambarand en Isère en 1931. De plus, dès 1837, quelques sœurs étaient retournées à Vaise sur la demande de l'archevêché et de la population lyonnaise,.

### Les activités sociales et économiques
C'est aussi ce besoin d'argent qui poussent les sœurs à innover en développant de nouvelles activités économiques. Tentées de participer à l'extraordinaire essor de la production de soie pour fournir les ateliers lyonnais, les sœurs construisent une magnanerie en 1847. D'autre part, un orphelinat (féminin) est ouvert à côté de l'abbaye, qui dure de 1849 (date estimée) à 1931,.
Cet orphelinat, dédié à saint Joseph, permet d'accueillir des jeunes filles isolées et de les éduquer. Une école primaire est ouverte en ce sens en 1853, et reconnue par le gouvernement français du Second Empire en 1857. Quarante pensionnaires sont déjà attestée en 1863 ; ce chiffre moyen de trente-cinq à quarante enfants est maintenu durant toute la période, sauf pendant la guerre de 1870 ainsi qu'entre 1895 et 1905, périodes durant lesquelles fait face à un important afflux de demandes. En 1870, l'orphelinat est contraint par la toute jeune Troisième République à fermer ; mais il rouvre très rapidement, et fonctionne à nouveau jusqu'en 1912.
Mais la présence de l'orphelinat permet également de fournir une main d'œuvre aidant les sœurs à gérer la production de soie, d'autant que les pensions censées être versées pour l'hébergement et l’éducation des filles sont très irrégulières, voire défaillantes. Les jeunes filles, de 1849 à 1881, sont mises au travail à partir de dix ans ; à partir de 1881, le travail ne commence plus qu'à douze ans, et des passages fréquents d'inspecteurs nationaux sont recensés. Les notes prises par ces derniers sont précieuses pour connaître les orphelines et leurs relations avec la communauté monastique. Notamment, on y apprend que les séjours de longues durées d'orphelines tendent à devenir plus fréquents à la fin du XIXe et au début du  XXe siècle, parallèlement à l'accroissement de l'âge moyen d'entrée ; d'anciennes pensionnaires, devenues majeures, demandent à nouveau à entrer à l'orphelinat, en tant qu'agentes de maîtrise ou d'encadrement ; ces postulantes plus âgées coûtent également plus cher à l'abbaye. Le travail des orphelines n'est pas rémunéré en tant que tel (même si les fillettes sont logées, nourries, blanchies, etc.) ; en revanche, il sert à financer la constitution d'un pécule nommé capital de sagesse, qui leur est remis à leur sortie du monastère, à vingt-et-un ans et doté d'une somme de mille à mille deux cents francs ; la sécurité du lieu, la garantie d'une éducation et d'un travail, ainsi que la constitution de ce pécule non négligeable, font de l’orphelinat un lieu particulièrement apprécié dans les zones rurales pauvres.
La plupart de ces innovations sont réalisées sous l'abbatiat de Mère Marie Clémence, supérieure de l'abbaye de 1841 à 1868 ; celle-ci, en conflit avec l'évêque de Valence Nicolas Gueulette, préfère partir. Mère Marie Clémence, voyant avant tout le but social, ne craint pas de se mettre en porte-à-faux avec ses supérieurs. Ainsi, en 1892, l'abbé général des trappistes nouvellement élu, Sébastien Wyart, s'étonne que puissent cohabiter à l'intérieur de la clôture monastique deux communautés, celle des sœurs et celle des orphelines. En réalité, l'orphelinat est tout de même physiquement séparé du monastère proprement dit par la route départementale D56 ; mais un souterrain aménagé par les sœurs permet la communication sans avoir à sortir de l'enceinte.
Mais peu à peu, le but économique s'estompe, d'autant que la magnanerie est périodiquement déficitaire, et les sœurs en viennent de plus en plus à considérer leur entreprise avant tout comme une œuvre sociale. Le déficit de l'établissement, confronté de surcroît à la forte concurrence asiatique et italienne, contraint en 1912 à sa fermeture sur décision préfectorale.
L'immense majorité (97,5 %) des pensionnaires de l'orphelinat quitte ensuite la vie religieuse ; sur les 2,5 % qui choisissent ensuite une vocation religieuse, les quatre cinquièmes choisissent plutôt une congrégation enseignante ou hospitalière ; du cinquième restant, la plupart des filles ayant choisi une vie monastique contemplative vont plutôt chez les Clarisses de Lavaur.
Plus encore qu'un but à proprement parler « social », le but de l'orphelinat, dans l'esprit de Mère Marie Clémence et de toute la communauté trappistine, est « moral » : éduquer des jeunes filles pour les retirer à l'influence, jugée pernicieuse, du monde, et les préparer à affronter celui-ci quand elles seront majeures. Si les jeunes filles accueillies ne sont pas, dans leur immense majorité, destinées à rejoindre par la suite la communauté des sœurs, c'est aussi que celles-ci n'ont pas conçu la structure dans cette finalité.

### Les abbesses de Maubec
- Catherine Olivier : prieure du 24 août 1834 au 16 août 1839 ;
- Marie-Thérèse Henry : prieure du 30 septembre 1839 au 28 juin 1841
- Clémence Colin : prieure du 28 juin 1841 au 23 août 1868 ;
- François d'Assise Colomb : prieur du 23 août 1868 au 11 avril 1871 ;
- Lutgarde Nourrit : prieure du 23 septembre 1871 au 25 septembre 1874 ;
- Marie du Sacré-Cœur Degan : prieure du 25 novembre 1874 au 18 novembre 1875 ;
- Delphine Trainar : supérieure du 18 novembre 1875 au 20 juin 1876 ;
- Ephrem Dulmet : supérieur du 14 novembre 1876 au 11 mars 1877 ;
- Alexandrine Landolphe : prieure du 11 mars 1877 au 12 avril 1889 ;
- Delphine Trainar : prieure du 12 avril 1889 au 8 avril 1892 ;
- Bernard Raulin : prieur du 8 avril 1892 au 30 avril 1900 ;
- Marie-Joseph Planche : prieure du 30 avril 1900 - 16 mai 1903 ;
- Bernard Raulin : prieur du 16 mai 1903 au 29 juillet 1915 ;
- Marie Bonheur : prieure puis abbesse du 29 juillet 1915 au 29 mars 1931 ;
- Alexandrine de Chevron-Villette : abbesse du 14 avril 1931 au 14 mai 1934 ;
- Hedwige Nicolas : abbesse du 14 mai 1931 au 28 décembre 1940 ;
- Joseph-Marie Burg : abbesse du 25 janvier 1941 au 02 janvier 1944 ;
- Marie Alixant : abbesse du 26 janvier 1944 au 30 novembre 1956 ;
- Geneviève du Chaffaut : abbesse du 30 novembre 1956 au 14 juillet 1984 ;
- Dominique Delheure : supérieure du 5 septembre 1984 au 7 octobre 1985 puis abbesse du 7 octobre 1985 au départ à Blauvac[10],[11].

### Le départ à Blauvac et le projet immobilier
Mais les lourds travaux de mise aux normes des bâtiments, ainsi que la crise des vocations et la diminution des revenus de l'abbaye, nécessaires pour l'entretien des vastes bâtiments, obligent en 1991 les sœurs à envisager leur départ pour un lieu plus adapté. Une rencontre entre l'abbesse Geneviève du Chaffaut et Denis Chaussinand, industriel dans le secteur de l'environnement et du cadre de vie, débouche sur la vente des locaux et des terrains pour permettre à la communauté de s'installer à Blauvac,.
Un projet immobilier se crée alors sur le site racheté, Les Terrasses de Maubec. Ce projet de constructions de logements individuels et collectifs, piloté par l'urbaniste franco-américain Charles Legler, sous l'impulsion de Franck Reynier, maire de Montélimar, respecte l'intégralité des bâtiments de l'abbaye. Le 28 septembre 2009, les trappistines reviennent à Maubec pour être informées du devenir de leur ancienne abbaye.